# レーン郡 (オレゴン州)

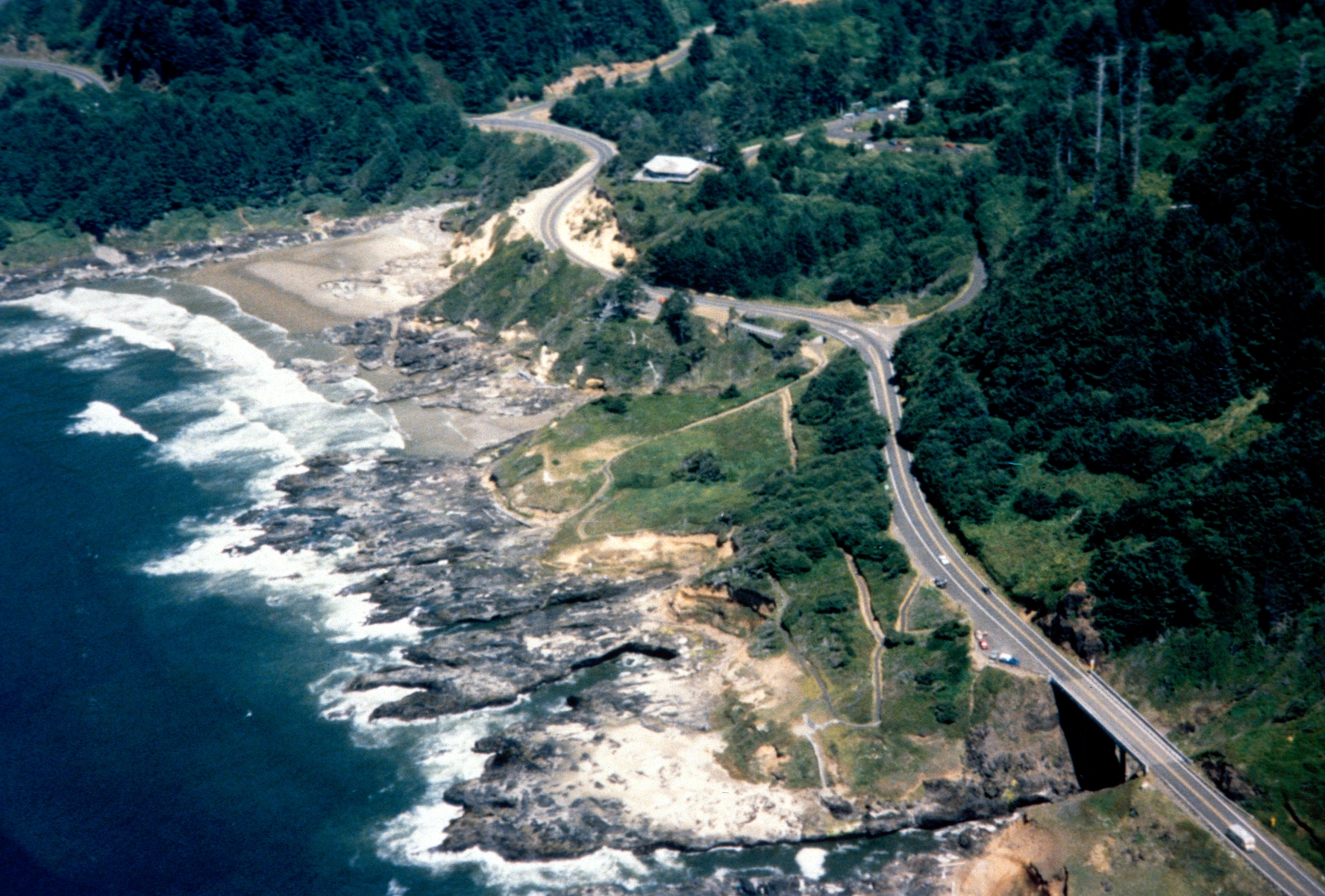
レーン郡の海岸線にあるペルペツア岬

レーン郡（英語: Lane County）は、アメリカ合衆国オレゴン州にある郡の一つ。人口は38万2971人（2020年）。オレゴン準州知事のジョセフ・レーンを称えて命名された。郡庁所在地はユージーンである。

## 歴史
レーン郡は1851年1月29日に設置された。リン郡南東部及びアムクワ郡東方に位置するベントン郡の一部から分離して成立した。元々、レーン郡はロッキー山脈より東側のオレゴン州南部全域を覆っていた。準州議会はレーン郡を設置した際、郡庁所在地の制定を行わなかった。その後の1853年の選挙で、4つの地域が郡庁所在地の候補に選出された。その中の候補の一つである「マリガン・ドネーション」は最多数の票を得たが、マリガン・ドネーションは「スキナー・クレーム」と呼ばれる地域と隣接していたため、ユージーンが郡庁所在地として制定され、両地域はユージーンの一部に編入した。
その後、幾度に渡る郡境線の変更により、レーン郡の面積は著しく減少することになる。最初の変更は、1853年に行われたアムクワ郡北部の獲得で、レーン郡はこれにより太平洋に繋がった。1854年にワスコ郡が成立すると、レーン郡はカスケード山脈を以って東側の全地域を失った。1852年、1885年、1903年、1915年、1917年にダグラス郡と郡境線を調整、1907年にリン郡と郡境線を調整、1923年にベントン郡と郡境線を調整した。

## 経済
面積の90%を森林地帯が占めるレーン郡だが、オレゴン州で2番目に大きな都市圏（ユージーン-スプリングフィールド都市圏）を有している。また、郡の48%の土地を農務省林野部（United States Forest Service）が管理している。
歴史的には、レーン郡の経済は材木業と農業に基づいている。農業が重要な産業である所以は、米国国内でも有数の農業地帯であるウィラメット渓谷特有の肥沃な土壌と温和な気候による。しかし、木材収穫量の低迷と、人口増加が誘起する農業地帯への長期に渡る圧迫に伴って、これらの産業はレーン郡の経済成長において以前ほど重要性が大きくはない。
今後、経済の成長はこれら2つの産業から、交通機関の業務や開発、出版印刷、ハイテクノロジーへと変遷を遂げると予想されている。娯楽車両の主要メーカーであるモナコ・コーチの本社はコバーグにあり、4つの製造工場のうち1つが同地で稼動している。他の経済財産として、ユージーンのオレゴン大学がある。また、山地や海岸へのアクセスに伴い、観光業も同郡の経済に貢献している産業として注目に値する。

## 地理
アメリカ合衆国国勢調査局の調べによれば、レーン郡の総面積は12,229 km2（4,722 mi2）である。総面積の内、11,795 km2（4,554 mi2）が陸地で、435 km2（168 mi2、総面積の3.55%）が水地である。

### 隣接郡
- リンカーン郡 - （北西）
- ベントン郡 - （北）
- リン郡 - （北東）
- ダグラス郡 - （南）
- デシューツ郡 - （東）
- クラマス郡 - （南東）

## 都市と町
- ユージーン（郡庁所在地）
- スプリングフィールド
- フローレンス
- コバーグ
- コテージグローヴ
- クロスウェル
- デューンズシティ
- ジャンクションシティ
- ローウェル
- オークリッジ
- ヴェニータ
- ウェストファー

### 非法人共同体
| - アルヴァドア - チェシャー - クロー - デッドウッド - デクスター - ドレナ - エルマイラ - フォールクリーク - フィンロック - ゴーシェン - グリーンリーフ - ジャスパー | - リーバーグ - メープルトン - マーコラ - マッケンジーブリッジ - ニムロッド - ノーティ - プリーザントヒル - レインボー - スイスホーム - トライアングルレイク - ヴィダ - ウォルデン |